# Funktionärsorganisationernas bildningsförbund
Funktionärsorganisationernas bildningsförbund, förkortat FOB, (finska: Toimihenkilöjärjestöjen sivistysliitto, TJS) i Helsingfors är en gemensam utbildnings- och kulturorganisation för Akava och Tjänstemannacentralorganisationen (STTK) som grundades 1978. 
Funktionärsorganisationernas bildningsförbund stödjer den utbildningsverksamhet som dess medlemsförbund och -föreningar bedriver genom att utbetala så kallat TJS-stöd. Bildningsförbundet upprätthåller TJS Opintokeskus, en studiecentral som anordnar kurser runt om i Finland bland annat kring ämnena föreningsverksamhet, arbetsliv, utbildning, kultur, information och EU.